# コアプラグ
コアプラグ(Core plugs)とは、内燃機関のシリンダーブロック等に存在するコア(en:Core_(manufacturing))を塞ぐプラグ（メクラ蓋）である。フリーズプラグ(freeze plugs)やフロストプラグ(frost plugs)と呼ばれる場合もある。

## 概要
コアはシリンダーブロックやシリンダーヘッドを砂型鋳造(en:sand casting)する際に形成され、水冷エンジンの場合には
エンジン冷却(en:Internal combustion engine cooling)の冷却水通路に利用される。このコアを塞ぐために伝統的にドーム型の非鉄金属製の蓋が挿入される。一般的には耐腐食性の高い真鍮が用いられる事が多い。
幾つかの高性能エンジンでは大口径のパイププラグ(en:pipe plug)がコアプラグの代用として用いられる事もある。
コアプラグは多くの場合、冷却水の交換を怠るなどのメンテナンスの不良の為に腐食し、冷却水が漏れる原因となる。コアプラグの交換の容易さは、そのコアプラグへのアクセスの容易さに依存する。
多くの場合、コアプラグのメンテナンスや交換を行うにはエンジン脱着を含む作業が必須な上に特別な設備無しでは殆ど不可能であり、単純に木槌などを使用して取り外す事は困難である。物理的にコアプラグの交換が難しい場合、コアプラグの上からかぶせる大径のゴム栓が代用品として利用される事がある。

## フリーズプラグ
フリーズプラグとは、シリンダーブロック側面に設けられているコアプラグの一種で、冷却水が凍結した場合にシリンダーブロックの損傷を防ぐものである。
水は氷に変わる際に膨張し、密閉された容器の場合には内圧で内側から容器が破壊される場合がある。エンジンも例外ではなく、凍結の際の内圧でシリンダーブロックにヒビが入る場合がある。フリーズプラグはこのような状況の際にブロック内部の圧力を和らげる為に強い内圧が掛かった際に開く事になっている。
フリーズプラグが開いてしまった場合、冷却水が融解した後にフリーズプラグの箇所から冷却水が漏れることになるため、早急な修理が必要となる。
極めて寒冷な地方ではフリーズプラグと交換する形で取り付けられるブロックヒーター(en:block heater)が用いられる事がある。ブロックヒーターはフリーズプラグヒーターとも呼ばれ、電力で発熱する一種の電熱器である。外気温が極端に低い場合にはエンジン始動前に
予めこのブロックヒーターに通電し、冷却水を温めてから始動を行う。